# LINC
LINC(Laboratory Instrument Computer)는 12비트 2048워드 트랜지스터 컴퓨터이다. LINC는 일부에 의해 최초의 미니컴퓨터이자 개인용 컴퓨터의 선구자로 간주된다. 원래 이름은 MIT 링컨 연구소의 프로젝트의 기원에 의거하여 Linc였으나 나중에 프로젝트가 링컨 연구소에서 떠난 이후 LINC로 변경되었다. LINC는 웰시 A. 클라크와 찰스 몰나르에 의해 설계되었다.
1962년 실험과정의 통제 및 분석을 위해 만들어진 컴퓨터이다.

## 같이 보기
- 프로그램 데이터 프로세서